# Sedlo Pod Kúpeľom
Sedlo Pod Kúpeľom (1131 m n.p.m.) – przełęcz w północnej części Niżnych Tatr na Słowacji. Nie posiada znaczenia komunikacyjnego.

## Położenie
Leży w zachodniej części Niżnych Tatr, w tzw. Tatrach Ďumbierskich, w grupie zwanej Demänovské vrchy. Leży w długim, górskim ramieniu, odchodzącym w rejonie Dziumbiera od głównego grzbietu niżnotatrzańskiego w kierunku północnym i podążającym przez przełęcz Javorie i szczyt Krakova hoľa ku Kotlinie Liptowskiej. Rozdziela masyw Krakovej holi na południu od masywu Południcy. Od wschodu pod przełęcz podchodzi górne piętro doliny Bielo - dzika, krasowa dolinka zwana Záskočie, natomiast od zachodu – górne piętro Iľanovskej doliny.
Przełęcz leży w granicach Parku Narodowego Niżne Tatry. Jej wschodnie stoki, opadające ku dolinie Bielo, obejmuje rezerwat przyrody Jánska dolina.

## Charakterystyka
Przełęcz stanowi wyraźne obniżenie bardzo wąskiego w tym miejscu grzbietu. Jest on tu wyniesiony zaledwie 100–120 m ponad dna wymienionych wyżej dolin. Ma postać szerokiego siodła, porośniętego świerkowym lasem, którego oba stoki opadają dość stromo, lecz równomiernie ku wspomnianym dolinom. Od północy w grzbiecie nad siodłem przełęczy kulminuje wzniesienie Kúpeľ (1279 m n.p.m.), od którego przełęcz wzięła swoją nazwę, natomiast w kierunku południowym grzbiet wznosi się nad przełęczą bystro na Kliny (1486 m n.p.m.).
Głębokość i łagodna forma siodła wynika stąd, że zarówno sama przełęcz jak i sąsiadujące partie obu dolin wycięte są w warstwowanych, marglistych, rogowcowych i organodetrytycznych wapieniach oraz marglistych i ilastych łupkach górnej jury (tyton) – dolnej kredy (apt), wyraźnie mniej odpornych na erozję niż triasowe wapienie i dolomity sąsiadujących masywów Krakovej holi jak i Południcy.

## Turystyka
Grzbietem przez przełęcz biegną niebieskie  znaki szlaku turystycznego z Południcy na Krakovą holę. Od zachodu, z Jánskej doliny, wyprowadzają na przełęcz żółte  znaki szlaku z Iľanova.